# 康弘药业
成都康弘药业集团股份有限公司，简称康弘药业（深交所：002773），是中华人民共和国的一家制药企业，总部位于四川省成都市。集团历史可追溯至1992年12月28日成立的成都康弘制药有限公司。公司以研发、生产、销售药品为主要业务，以中枢神经系统、消化系统、眼科及其他等重点临床领域为核心领域。

## 历史
康弘药业的创始人为柯尊洪，曾在华西医科大学（现四川大学华西医学中心）从事教学，后调至华西医科大学附属第一医院（现四川大学华西医院）药剂科工作。任职时便有了研制创新药的想法，当时中国内地的药物大部分为仿制药，缺少创新药。1992年12月28日，成都康弘制药有限公司注册成立，创立之初提出“创新是立业之基、生存之本、发展之路”的经营理念。首个产品是治疗高血压用药松龄血脉康胶囊，并申请了处方专利。柯尊洪在研发上提出了“三不原则”，即：没有明确市场定位的不做，未能满足临床需求的不做，没有知识产权的不做。
而该公司的上市主体前身为1996年10月3日成立的成都济民制药厂，当时隶属于成都市第一人民医院。1998年，成都济民制药厂面临经营困难，成都市国有资产管理局将济民制药厂整体转让给伊尔康科技公司，转为民营企业，后更名为成都伊尔康制药有限公司、成都大西南制药有限公司。2000年11月26日，大西南制药改制为股份有限公司。2007年，大西南制药进行资产重组，康弘科技成为第一大股东，并于2008年3月6日更名为“成都康弘药业集团股份有限公司”。
2006年，美籍华人、医药专家俞德超回中国后到康弘药业任职，组建子公司成都康弘生物技术有限公司，历任康弘生物总经理、康弘药业副总裁。期间研发出中国首个具有全球知识产权的单克隆抗体“康柏西普”。俞德超任职后期，由于与公司在公司未来发展战略、新项目的选择和引进以及在他参与引进及开发的部分技术上存在不同的看法，最终因个人原因在2010年8月提出辞职，后在2011年与团队共同创立信达生物。
2015年6月，康弘药业在深圳证券交易所上市，营业收入从2015年的20.74亿元逐年增长至2019年的32.57亿元，同期净利润从3.94亿元增长至7.18亿元。2017年，公司与以色列IOPtima公司签署海外合作协议，获得IOPtima公司控股权以及IOPtiMate在中国区的独家经销权，以扩充公司眼科产品线，并进入眼科器械和耗材领域。2020年，康柏西普全球临床试验被宣布停止，康弘药业本预盈8亿元的业绩骤然转变为亏损2.7亿元；2021年，公司研发费用降低至10.08亿元，但研发费率仍然高达27.96%。

## 控股子公司
截至2021年12月31日，康弘药业的主要控股子公司如下：
- 成都康弘制药有限公司
- 四川济生堂药业有限公司
- 四川康弘医药贸易有限公司
- 成都康弘医药贸易有限公司
- 成都康弘生物科技有限公司
- 四川弘远药业有限公司
- 四川康弘中药材种植有限公司
- 康弘资本有限公司（香港注册）
- Vanotech Ltd.（先锋科技有限公司，美国注册）
- 北京康弘生物医药有限公司
- 北京弘健医疗器械有限公司
- 四川弘达药业有限公司
- IOPtima Ltd.（IOPtima 公司，以色列注册）
- 四川弘合生物技术有限公司80%
- 成都弘基生物科技有限公司80%

## 业务与产品
康弘药业以药品（包括生物制品、中成药、化学药）和医疗器械（主要是眼科医疗器械）的研发、生产与销售为主要业务，重点聚焦中枢神经系统、消化系统、眼科等领域，开创了“聚焦领域－需求导向－深入研究－专利新药－规范生产－专业营销”六位一体的独特盈利模式。公司自1998年开始在凤凰卫视、中国中央电视台等媒体投放产品广告、形象广告，以持续宣传公司形象和产品。

### 已上市产品
截至2021年，康弘药业的主要上市产品如下：
- 康柏西普眼用注射液（朗沐，KH902）：公司核心产品，用于湿性年龄相关性黄斑变性、继发于病理性近视的脉络膜新生血管[1]。2014年3月开始上市销售[8]，填补了国产眼底黄斑变性治疗药物的市场空白。2016年10月获美国FDA准许，可跳过Ⅰ期和Ⅱ期临床试验，直接进行Ⅲ期临床试验[4]。康弘药业为该产品总计投入10亿元的研发经费，2014年-2020年上半年，康柏西普为康弘药业创造的营收高达38.95亿元人民币。但在2020年，康柏西普全球临床试验被宣布停止[7]，2021年3月在法国的临床试验也被停止[9]。
- 盐酸文拉法辛缓释片：用于抑郁症
- 阿立哌唑口崩片/口服溶液：用于精神分裂症
- 右佐匹克隆片：用于失眠症
- 舒肝解郁胶囊：用于轻、中度抑郁症
- 胆舒胶囊：用于慢性结石性胆囊炎、慢性胆囊炎及胆结石
- 枸橼酸莫沙必利片/分散片：用于功能性消化不良、慢性胃炎伴有烧心、嗳气、恶心、呕吐、早饱、上腹胀、上腹痛等消化道症状者
- 清润丸：用于积热便秘
- 一清胶囊：用于热毒所致的症状
- 玄麦甘桔胶囊：用于阴虚火旺，虚火上浮，口鼻干燥，咽喉肿痛
- 感咳双清胶囊：用于急性上呼吸道感染、急性支气管炎
- 松龄血脉康胶囊：用于头痛、眩晕、急躁易怒、心悸、失眠、高血压及原发性高脂血症
- 渴络欣胶囊：用于糖尿病、肾病
- 二氧化碳激光光束操控系统：用于原发性开角型青光眼的治疗的医疗器械

### 在研产品
截至2021年，康弘药业的在研产品（项目）如下：
- KH110-R01：用于轻中度阿尔兹海默症
- KH732：用于干眼症
- KH901：用于头颈部肿瘤
- KH903：用于胃癌、结直肠癌
- KH906：用于眼表疾病
- KH631-R01：用于湿性年龄相关性黄斑变性（nAMD 基因治疗）
- KH621-R01：用于眼底疾病
- KH801-R01：用于肿瘤
- KH917-CS01：用于自身免疫性疾病
- KH617：用于肿瘤及脑胶质瘤
- KH629：用于非酒精性脂肪性肝炎
- KH607：用于抑郁症

### 研发实力
康弘药业依托“国家企业技术中心”、“生物大分子蛋白药物四川省重点实验室”、以及“康弘博士后科研工作站”等技术平台开展研发工作，设立了新药研究院、生物新药研究院、产品技术中心、医学研究中心四大板块。康弘药业企业技术中心于2006年10月经国家发改委、科技部、财政部、税务总局、海关总署五部委联合评定为国家认定企业技术中心。公司自2000年开始引入高端海外人才，以实现研发团队的国际化。公司构建起四大重点技术：大分子蛋白类药物产业化技术、中成药全产业链标准化质量控制技术、固体口服药物新型制剂技术、化学原料药绿色合成技术。

## 荣誉
该公司在2008年全国制药企业信用评价中，首次被评为“AAA级企业信用等级”的制药企业之一（全国仅7家），同时也是四川省唯一一家授信企业，此后连续多次入选。其他荣誉包括：“中国医药研发产品线最佳工业企业”、“四川百强企业”、“‘2014 中国企业自主创新’中国企业创新团队奖”、“四川省突出贡献企业”、“四川省高新技术产业发展（成长类）示范企业”、“四川省科技创新先进单位”、“四川省医药行业协会副会长单位”，四川省“放心产品示范单位”，四川省“医药制造业最佳效益20强”，中国医药工业百强、中国医药制造业百强等荣誉。

## 事件

### 董事长卷入贿赂案
2016年4月，据媒体报道，海南省原副省长冀文林受贿案一审宣判中因“行贿”被点名。康弘药业董事长柯尊洪被曝光通过魏宏，与冀文林、李春城、周永康等落马官员结好，周永康、李春城曾“多次莅临视察指导”康弘药业。而在2006年9月，康弘药业技术中心被国家有关部委联合评定为国家级企业技术中心，但当时并未符合申请条件，而是通过行贿冀文林获得职务便利，使其获评资格。柯尊洪因此于2015年被有关部门带走协助调查了两三个月。

### 专利权技术诉讼
2018年3月5日，康弘药业称当日公司收到法院送达的《民事诉讼状》及相关应诉法律文书，房健民（离职后创立荣昌生物）与Welch Institute Inc要求康弘药业支付康柏西普眼用注射液2014年至2016年度提成分红款2665.9万元及预期利息损失780.2万元等费用，因为房健民认为康弘药业并未对自己在康柏西普的研发贡献给予应有的回报。根据资料，康柏西普的早期研究主要是由房健民完成的，房健民将专利授权给了康弘药业；后来俞德超回国加入康弘药业，继续负责项目开发。4月25日，康弘药业在《2017年年度报告》中首次披露该技术诉讼案，但披露内容仅限于原告方的诉讼要求及开庭进展。2021年，在康柏西普海外临床被叫停后，诉讼案达成和解，康弘药业向房健民赔偿2.8亿元人民币。